# إستر غراف
إستر غراف (بالدنماركية: Ester Graff)‏ هي نسوية ‏ ومديرة دنماركية، ولدت في 3 مايو 1897 في Hesselager ‏ في الدنمارك، وتوفيت في 23 يناير 1991.